# رینو رومانو
رینو رومانو (انگلیسی: Rino Romano؛ زادهٔ ۱ ژوئیهٔ ۱۹۶۹) یک صدا پیشه، و هنرپیشه اهل کانادا است. وی از سال ۱۹۹۳ میلادی تاکنون مشغول فعالیت بوده‌است. 